# At Folsom Prison
At Folsom Prison je live album Johnnyja Casha snimljen 13. siječnja 1968. u Državnom zatvoru Folsom u Folsomu u državi Kalifornija. Na albumu su gostovali i June Carter, Carl Perkins i Cashov sastav Tennessee Three.
Posljednju pjesmu, "Greystone Chapel", napisao je zatvorenik, Glen Sherley. Cash nije pjevao pjesmu sve do večer prije posjeta Folsomu. Svećenik je zamolio Casha da posluša Sherleyjevu audio kazetu s pjesmom. Nakon što je čuo snimku, Cash ju je odlučio uvrstiti na live album.
Na originalnom LP izdanju je promijenjen redoslijed pjesama, a nekoliko ih je izrezano, vjerojatno zbog prostora. I CD verzija iz 2000. ne sadrži cijeli koncert nego samo dodatne pjesme s koncerta tog dana. Tog dana su izvedene četiri dodatne pjesme, ali nisu uključene u reizdanje: "I'm Not in Your Town to Stay", "I've Got a Woman", "Long Legged Guitar Picking Man" i alternativna verzija "Greystone Chapel".
Časopis Rolling Stone je 2003. uvrstio album na 88. mjesto liste 500 najboljih albuma svih vremena. 2003. se našao u društvu 50 albuma koji su pohranjeni u Kongresnu knjižnicu.

## Popis pjesama

### Originalno izdanje
- Strana 1
  1. "Folsom Prison Blues"
  2. "Dark as a Dungeon"
  3. "I Still Miss Someone"
  4. "Cocaine Blues"
  5. "25 Minutes to Go"
  6. "Orange Blossom Special"
  7. "The Long Black Veil"
- Strana 2
  1. "Send A Picture of Mother"
  2. "The Wall"
  3. "Dirty Old Egg-Suckin' Dog"
  4. "Flushed From The Bathroom of Your Heart"
  5. "Jackson" (s June Carter)
  6. "Give My Love to Rose" (s June Carter)
  7. "I Got Stripes"
  8. "Green, Green Grass of Home"
  9. "Greystone Chapel"

### Reizdanje
1. "Folsom Prison Blues" (Johnny Cash)  – 2:42
2. "Busted" (Harlan Howard)  – 1:25
3. "Dark as a Dungeon" (Merle Travis)  – 3:04
4. "I Still Miss Someone" (J. Cash, R. Cash, Jr.)  – 1:38
5. "Cocaine Blues" (T. J. Arnall)  – 3:01
6. "25 Minutes to Go" (Shel Silverstein)  – 3:31
7. "Orange Blossom Special" (E. T. Rouse)  – 3:06
8. "The Long Black Veil" (Marijohn Wilkin, Danny Dill)  – 3:58
9. "Send a Picture of Mother" (J. Cash)  – 2:05
10. "The Wall" (Harlan Howard)  – 1:36
11. "Dirty Old Egg-Suckin' Dog" (Jack H. Clement)  – 1:30
12. "Flushed From the Bathroom of Your Heart" (J. H. Clement)  – 2:05
13. "Joe Bean" (B. Freeman - L. Pober)  – 3:05
14. "Jackson" (duet s June Carter) (B. Wheeler - J. Lieber)  – 3:12
15. "Give My Love to Rose" (duet s June Carter) (J. Cash)  – 2:43
16. "I Got Stripes" (J. Cash - C. Williams)  – 1:52
17. "The Legend of John Henry's Hammer" (J. Cash - J. Carter)  – 7:08
18. "Green, Green Grass of Home" (Curly Putman)  – 2:13
19. "Greystone Chapel" (Glen Sherley)  – 6:02

## Izvođači
- Johnny Cash - vokali, gitara, harmonika
- June Carter - vokali
- Marshall Grant - bas
- W.S. Holland - bubnjevi
- Carl Perkins - električna gitara
- Luther Perkins - električna gitara
- The Statler Brothers - vokali

## Ljestvice
Album - Američka Billboard ljestvica
| Godina | Ljestvica      | Pozicija |
| ------ | -------------- | -------- |
| 1968.  | Country albumi | 1        |
| 1968.  | Pop albumi     | 13       |

Singlovi - Američke Billboard ljestvice
| Godina | Singl                 | Ljestvica        | Pozicija |
| ------ | --------------------- | ---------------- | -------- |
| 1968.  | "Folsom Prison Blues" | Country singlovi | 1        |
| 1968.  | "Folsom Prison Blues" | Pop singlovi     | 32       |

## Hod po rubu
Film Hod po rubu iz 2005. uvelike je uokviren koncertom u Folsomu, a uključuje pjesmu "Cocaine Blues". U filmu postoji nekoliko Cashovih (kojeg glumi Joaquin Phoenix) obraćanja koja se ne pojavljuju na albumu. No, Cash jest komentirao kvalitetu vode u zatvoru srknuvši je malo i grgljajući u ustima, ali nije se obrušio na upravitelja kao što je prikazano u filmu. Jedna rečenica preuzeta je u potpunosti s koncerta. Tijekom pjesme "Dark as the Dungeon", zatvorenik je viknuo nešto neartikulirano što je nakratko premetilo pjesmu. Cash je kasnije opomenuo publiku: "Ovaj koncert se snima za album u izdanju Columbia Recordsa i ne možete vikati 'kvragu' i 'sranje' ili nešto slično."

## Vanjske poveznice
- Podaci o albumu i tekstovi pjesama